# 赵刚 (1964年11月)
赵刚（1964年11月— ），安徽巢湖人，享受国务院政府特殊津贴专家，中国科学院研究员。

## 生平
1988年本科毕业于安徽师范大学，1991年、1994年先后于中国科学院上海有机所获硕士、博士学位，师从黄维垣院士。博士毕业留所工作，现任上海有机化学研究所研究员，现代合成化学研究室主任。

## 学术贡献
主要从事天然产物全合成、有机氟化学及绿色化学领域的研究工作。2005年获国家杰出青年基金资助。2011年获第五届中国化学会有机合成创造奖（中国化学会维善天然产物合成奖）。研究成果“基于氨基酸的有机催化剂设计、合成及其应用”获2020年度上海市自然科学一等奖。

## 社会兼职
上海市徐汇区政协委员。